# Confidente

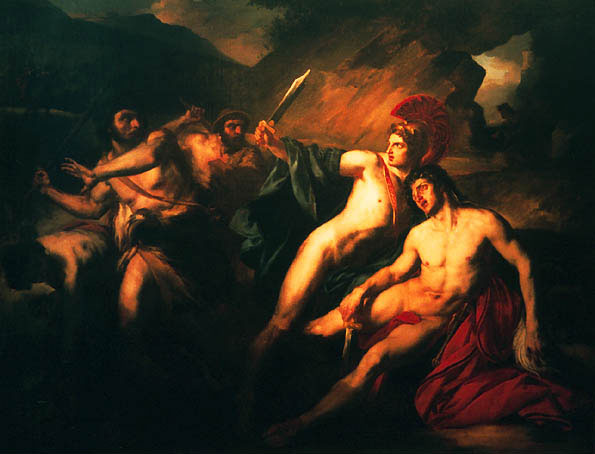
Orestes y Pílades.

El confidente es un personaje de una historia en quien un protagonista confía. Los confidentes pueden ser otros personajes principales, personajes que inspiran confianza en virtud de su posición, como médicos u otras figuras de autoridad, o confidentes anónimos sin un papel separado en la narrativa. 

## Role
El confidente es un tipo de personaje secundario de la historia, a menudo un amigo o figura de autoridad, cuyo papel es escuchar los secretos del protagonista, examinar su carácter y aconsejarlo sobre sus acciones. En lugar de actuar simplemente como un oyente pasivo de los monólogos del protagonista, el confidente puede actuar él mismo para hacer avanzar la historia o servir para guiar y representar las reacciones de la audiencia. 

## Historia
La presencia del confidente en la literatura occidental se remonta al drama griego y a la obra de Eurípides.  Los personajes de Agamenón en Hécuba y Pílades en Orestes sirven como confidentes, actuando como consejeros de los protagonistas y expositores de su carácter.  Sin embargo, el papel del confidente adquirió especial importancia en el drama francés del siglo XVII, alcanzando prominencia en las obras de Jean Racine y Pierre Corneille . En Racine y Corneille, el confidente se convirtió en un personaje más complejo y parcial, aunque el abad d'Aubignac se quejó de que el uso del confidente por parte de Corneille era "sin gracia".  El erudito de Shakespeare Francis Schoff argumentó que en Hamlet, Horatio sirve "incluso más que el confidente raciniano [como] un mero reportero de los acontecimientos y auditor del protagonista". 
Intérpretes como Georg Lukács han señalado que el papel del confidente ha disminuido en la literatura moderna, señalando "la ausencia significativa del confidente en las situaciones aisladas en las que se encuentran los protagonistas del nuevo drama", y el eclipse de la relación de confianza que existe entre un héroe y un confidente por una sensación de dislocación y ausencia característicamente moderna. 